# Toribio Pacheco y Rivero
Toribio Pacheco y Rivero (n. Arequipa, 17 de abril de 1828-m. Lima, 15 de mayo de 1868) fue un jurista, diplomático, político y periodista peruano. Estuvo al frente de la Cancillería peruana en dos ocasiones: primero como Ministro de Relaciones Exteriores en 1864, y luego como secretario de relaciones exteriores entre 1865 y 1867, integrando el “Gabinete de los Talentos” de la dictadura de Mariano Ignacio Prado. Realizó una eficaz campaña diplomática durante el conflicto con España, conocido como la guerra hispano-sudamericana y también fue una de las primeras autoridades que protestó por las agresiones contra Paraguay en la guerra de la Triple Alianza. Como jurista fue autor de un tratado de derecho civil.

## Nacimiento
Fueron sus padres Toribio Fernando Pacheco Alatrista y María Manuela de Rivero y Ustáriz (hermana del científico Mariano Eduardo de Rivero y Ustariz).

## Años de estudios
Toribio visitó la escuela primaria en Arequipa y en Puno los estudios secundarios en el Colegio de Ciencias y Artes de Puno.  Fue enviado a Lima e ingresó al Convictorio de San Carlos en 1843, distinguiéndose en sus estudios. Sus padres lo enviaron a estudiar a Europa, donde se estableció por algún tiempo en Alemania e Inglaterra, pasó luego a Francia, donde en París concurrió a los cursos de ciencias políticas en La Sorbona, adquiriendo ilustración y vastos conocimientos.
En 1849, estudió en la Universidad libre de Bruselas, distinguiéndose como laborioso alumno. Se doctoró en ciencias políticas y administrativas en 1852, siendo el tema de su tesis novedoso y hoy de actualidad, basándose en un minucioso examen de las escuelas de filosofía económica; en ella se pronunció contra el comunismo y a favor de la armonía entre capital y trabajo.

## Regreso al Perú
De vuelta al Perú se graduó de doctor en Leyes en la Universidad Nacional de San Agustín y fue nombrado en 1853 rector del Colegio Nacional de la Independencia Americana de Arequipa. En 1854 pasó a Lima y se inscribió en el Colegio de Abogados.
Fue uno de los socios fundadores del Club Nacional el 19 de octubre de 1855.

## Periodista y político
Toribio Pacheco fue redactor principal del periódico El Heraldo de Lima (1854-1855); fue también uno de los primeros redactores del periódico limeño La Bolsa.
Fue nombrado oficial mayor del gabinete revolucionario del general Manuel Ignacio de Vivanco, que se estableció en Arequipa el 1 de noviembre de 1856 y duró hasta el 7 de mayo de 1858, época desastrosa para Arequipa pues se afectó de diversos modos la propiedad pública y privada. Se enajenaron los censos de los distintos templos y monasterios y de personas particulares.
Triunfante el mariscal Ramón Castilla, por decreto del 31 de marzo de 1858, anuló todas las enajenaciones de censos y capellanías efectuadas durante el autodenominado gobierno regenerador del general Vivanco. El Congreso de 1861, reconoció a solicitud de los propietarios de Arequipa, las redenciones realizadas por el general Vivanco.
El 28 de julio de 1862, se instaló el Congreso que debía proclamar Presidente y Vicepresidente de la República. El 24 de octubre de 1862 tomó posesión del cargo para el que lo proclamara el Congreso, el general Miguel de San Román, que falleció el 3 de abril de 1863. Los vicepresidentes elegidos fueron los generales Juan Antonio Pezet y Pedro Díez-Canseco.
El primero se encontraba en Europa, por motivo de enfermedad y se hizo cargo de la presidencia el segundo, una vez retornado el general Pezet, asumió la presidencia el 5 de agosto de 1863. Nombrado su gabinete, recayó el ministerio de relaciones exteriores y la presidencia del consejo en el doctor Juan Antonio Ribeyro.
Durante este gabinete, acontecieron los hechos que llevaron a la guerra hispano-sudamericana por las cuestiones de los emisarios de España: El comisario Mazarredo y el almirante Pinzón, que se había posesionado de las islas Chincha el 14 de abril de 1864, por el frívolo argumento del incidente de Talambo. Al gobierno de Pezet se mostró débil para arreglar esta diferencia con España. El gabinete Ribeyro decayó ante la opinión pública.
Los periódicos publicaron severas y rotundas críticas contra el gobierno, clamando el cambio de gabinete; entonces surgió el llamado “gabinete plebiscitario”, viéndose compelido Juan Antonio Pezet a nombrarlo, con José María Costas en la presidencia del consejo ministerial, y ministro de relaciones exteriores el aguerrido redactor de El Heraldo, Toribio Pacheco y Rivero, quien fuera popularmente aclamado con la frase “para un Pacheco, otro Pacheco”, en alusión al ministro de estado de España, el criminalista y poeta Joaquín Francisco Pacheco, y al jurisconsulto canciller del Perú, Toribio Pacheco.
El diario El Murciélago de Lima, comentó jocosamente el hecho con esta redondilla:
Pacheco el criminalista
el de la musa melosa
tendrá que medirse en prosa
con Pacheco el civilista.

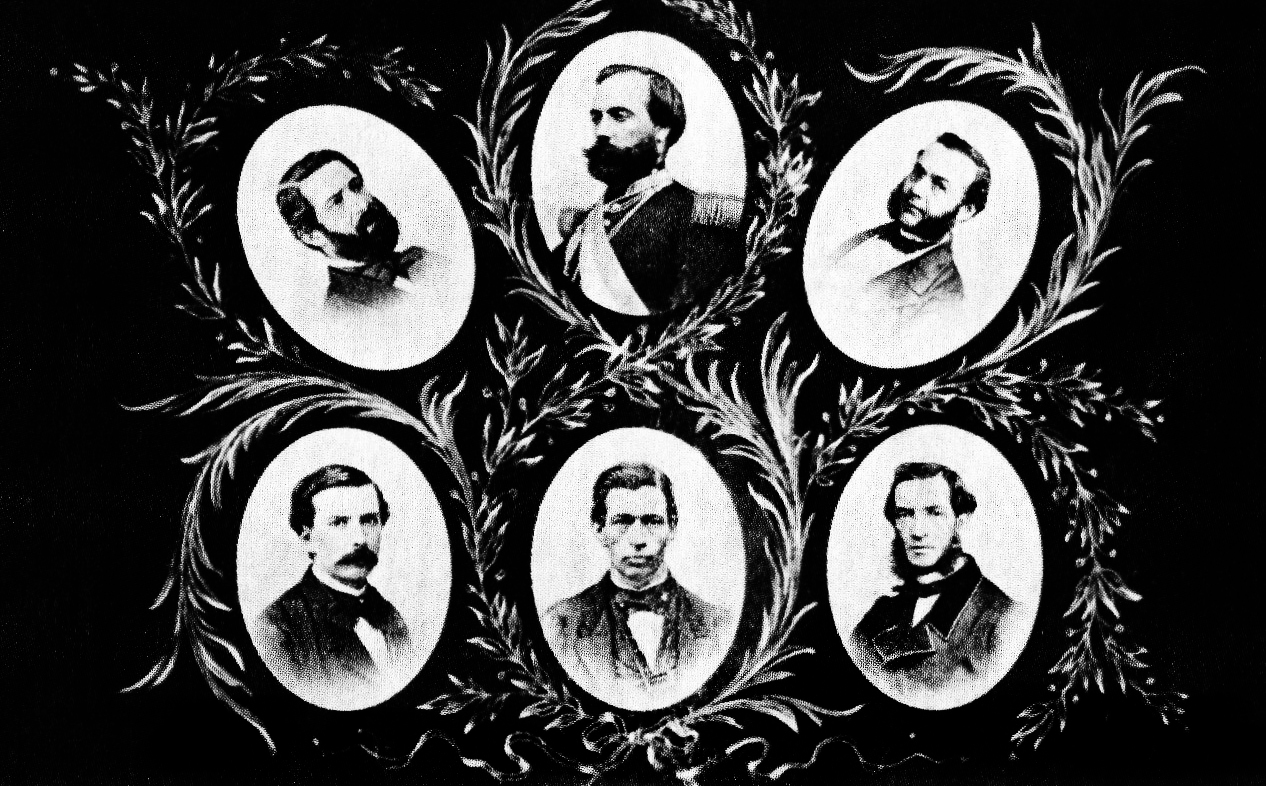
El dictador Mariano Ignacio Prado y su “Gabinete de los Talentos”. José Gálvez Egúsquiza, José María Químper, Manuel Pardo y Lavalle, José Simeón Tejeda y Toribio Pacheco y Rivero.

El gabinete Costas fue nombrado el 2 de agosto de 1864 y en el corto tiempo que duró como ministro de relaciones exteriores, el Dr. Pacheco y Rivero se dejó conocer como un diplomático de significativa distinción y jurisconsulto eminente, pues supo unir a su mentalidad esencialmente jurídica la amplia cultura que adquiriera en su estancia europea. Mas, no estando el gabinete en concordancia con las opiniones del presidente Juan Antonio Pezet que se oponía a los mandatos del Congreso, que el gabinete avalaba, tuvo éste que renunciar en pleno el 14 de octubre del mismo año, tras una breve vigencia de dos meses y dos días, en dicho lapso, el Dr. Pacheco y Rivero expidió dos notas, una a los representantes del Perú en las naciones sudamericanas y otra a los ministros extranjeros residentes en el Perú, exponiéndoles los acontecimientos acaecidos con España. Esas notas basadas en los principios jurídicos del derecho natural e internacional, llamaron la atención del mundo y dieron a su autor fama de eminente jurisconsulto.
Tres meses y días después de renunciado el gabinete Costas, se suscribía en la fragata Villa de Madrid, el 27 de enero de 1865, el desdichado tratado “Vivanco-Pareja”, instrumento negativo para el Perú, que fuera consentido por el presidente Juan Antonio Pezet, con prescindencia del Congreso e infracción palmaria de la Constitución, lo que dio motivo fundado para la revolución que acaudillada por el coronel Mariano Ignacio Prado, entonces prefecto del departamento de Arequipa, estalló en la ciudad del Misti el 28 de febrero de 1865, la que fuera confirmada y aprobada en la solemne asamblea del día siguiente, 1 de marzo, convocada para tal efecto. Esta revolución contra el presidente Juan Antonio Pezet se extendió velozmente, y el dictador Mariano Ignacio Prado ingresó triunfante a Lima el 6 de noviembre. El presidente Juan Antonio Pezet partió al extranjero. La tirantez de las relaciones con España se acrecentó. El plenipotenciario peruano general Ramón Valle Riestra se halló incapaz de arribar a arreglos con España, que se mostró intransigente, exigiendo además de la reparación de tres millones estipulada en el rechazado tratado, otros muchos e infundados cargos al Perú.
Entonces, fue nombrado por el dictador Mariano Ignacio Prado, el memorable gabinete Gálvez, con José Gálvez Egúsquiza a cargo de la presidencia y la secretaría de guerra; el Dr. Toribio Pacheco y Rivero a cargo de relaciones exteriores; el doctor José Simeón Tejeda, en la secretaría de justicia; el doctor José María Químper, en la de gobierno (estos tres últimos eran arequipeños) y Manuel Pardo y Lavalle en la de hacienda, asumiendo funciones el 28 de noviembre de 1865.
De inmediato, Pacheco y Rivero canceló el nombramiento del general Valle Riestra como plenipotenciario, declarando la guerra a España y dando comienzo a una formidable campaña diplomática emprendida desde la cancillería, materializando así la cuádruple alianza a favor de la guerra ante la agresión española, desconociéndose por írrito el nefasto tratado Vivanco-Pareja. La actividad de Pacheco, revelada en la copiosísima correspondencia diplomática tuvo el concurso ilustrado del eminente subsecretario Dr. José Antonio Barrenechea, que luego sería ministro de relaciones exteriores en varias ocasiones.

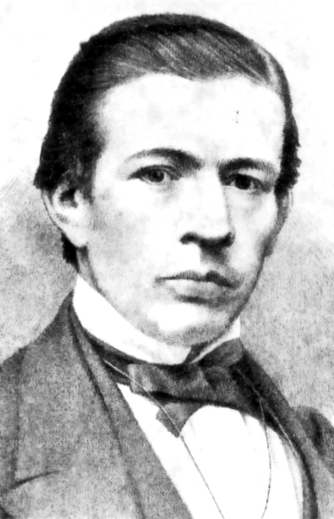
Toribio Pacheco, en ilustración de Evaristo San Cristóval.

El gabinete Gálvez fue el que condujo a la nación a librar el heroico combate del Callao del 2 de mayo de 1866, que fue celebrado en todo el continente como una victoria sobre la pretensión europea de intervenir en las nacientes naciones americanas. Durante el combate fallecieron heroicamente el ministro de guerra, José Gálvez Egúzquiza, y quedó salvado el honor del Perú, quedando despejada toda sombra del anulado tratado Vivanco-Pareja. De acuerdo al sentimiento peruano de entonces, con dicho combate quedó sellada la independencia de las naciones sudamericanas ante las pretensiones de dominación española. El Congreso de 1868 hizo justicia a los valiente peruanos que tomaron parte en los combates de Abtao y del Callao dictando una ley ad hoc.
La figura del canciller Pacheco trascendió más allá de las fronteras de su país, como portavoz del instinto de justicia y del sentimiento de dignidad del Continente. Cuando el presidente de los Estados Unidos amenazó con emplear la fuerza contra el Ecuador para obtener el pago de una deuda, el Perú, representado por Pacheco, ofreció cancelar la obligación, y garantizó así al deudor inerme contra el desmesurado acreedor. 
Y cuando el Brasil, Argentina y Uruguay se lanzaron a la agresión contra el Paraguay, el 9 de julio de 1866, Pacheco protestó con la más severa y razonada indignación. La gratitud del pueblo paraguayo dio el nombre de Pacheco a uno de sus puertos fluviales y a una calle en Asunción.
Tras la ratificación de M. I. Prado como presidente constitucional en 1867, Pacheco renunció a la Cancillería. El Congreso lo eligió Fiscal de la Nación. Una de sus últimas acciones fue emitir un dictamen adverso a los intereses de la poderosa Casa Gibbs.

## Fallecimiento
Toribio Pacheco y Rivero falleció en Lima, víctima de la fiebre amarilla, el 15 de mayo de 1868, siendo ya viudo de su esposa doña Josefina Hercelles González, que muriera dos meses antes, dejando tres hijas menores de edad. Contaba apenas con 40 años de edad. Prueba de su integridad como hombre público fue que murió en la más extrema pobreza, por lo que sus amigos, el 18 de mayo, invitaron al público a una suscripción nacional a favor de sus hijas.
El periódico El Comercio de Lima, ese mismo día, publicó un artículo necrológico en el que se decía: 

“Toribio Pacheco fue grande en todo: grande en virtud; grande en talento; grande en ciencia. Más grande todavía en patriotismo”.

## Obra jurídica
Toribio Pacheco y Rivero escribió notables obras de jurisprudencia entre las que descuella el Tratado de Derecho Civil, comentado, en tres tomos, obra inconclusa por su inesperada y prematura muerte. La primera edición se publicó debido a las gestiones de su autor, que pudo conseguir que se imprimiera por cuenta del Estado. La segunda, se hizo en 1872, en gracia y protección de las menores hijas del autor, por cuenta del Estado.
En esa obra monumental, el Dr. Pacheco sustenta por necesidad social y moral la monogamia y la indisolubilidad del matrimonio.
| Predecesor: Juan Antonio Ribeyro     | Ministro de Relaciones Exteriores del Perú 11 de agosto de 1864 a 14 de noviembre de 1864 | Sucesor: Pedro José Calderón     |
| Predecesor: José Manuel de la Puente | Secretario de Relaciones Exteriores del Perú 28 de noviembre de 1865 a 7 de marzo de 1867 | Sucesor: Simeón Gregorio Paredes |

## Obras
- Cuestiones Constitucionales, Arequipa: Imprenta de Francisco Ibáñez y Hnos., 1854. http://www.garciabelaunde.com/Biblioteca/Cuestiones_Constitucionales.pdf
- Cuestiones Constitucionales, Lima: Centro de Estudios Constitucionales del Tribunal Constitucional, 2015. http://www.tc.gob.pe/tc/private/adjuntos/cec/publicaciones/biblioteca/Cuestiones_Constitucionales.pdf (enlace roto disponible en Internet Archive; véase el historial, la primera versión y la última).
- Tratado de Derecho Civil, tomo I, Lima: Establecimiento Tipográfico de Aurelio Alfaro y Ca., 1860. https://books.google.com.pe/books?id=OPAqAQAAMAAJ&printsec=frontcover&source=gbs_ge_summary_r&cad=0#v=onepage&q&f=false
- Manifiesto de los motivos que han inducido al Perú a declarar la guerra al gobierno de España. Edición oficial, Lima, 1866. https://books.google.com.pe/books?id=K408Z-E-JI4C&pg=PA13&lpg=PA13&dq#v=onepage&q&f=false
- Memoria que el Secretario de Estado en el despacho de Relaciones Exteriores presenta, por orden del gefe supremo provisorio de la República, al Congreso Constituyente, Lima: Imprenta del Estado por J. E. del Campo, 1867. https://drive.google.com/file/d/0BxpDyb3jxDTDV1ZwaFRiejYzNjg/view